# Забірці
Забірці (або Задорці, пол. Zaborce) — село в Польщі, у гміні Тріщани Грубешівського повіту Люблінського воєводства. Населення — 93 особи (2011).

## Історія
1749 року вперше згадується церква в селі.
За даними етнографічної експедиції 1869—1870 років під керівництвом Павла Чубинського, у селі проживали греко-католики, які розмовляли українською мовою.
У липні-серпні 1938 року польська влада в рамках великої акції руйнування українських храмів на Холмщині і Підляшші знищила місцеву православну церкву.
19 березня 1944 року польські шовіністи вбили в селі 4 українців.
У 1975—1998 роках село належало до Замойського воєводства.

## Населення
Демографічна структура станом на 31 березня 2011 року:
|          | Загалом | Допрацездатний вік | Працездатний вік | Постпрацездатний вік |
| -------- | ------- | ------------------ | ---------------- | -------------------- |
| Чоловіки | 46      | 9                  | 30               | 7                    |
| Жінки    | 47      | 7                  | 25               | 15                   |
| Разом    | 93      | 16                 | 55               | 22                   |